# La Vorágine (grupo teatral)
La Vorágine es un grupo teatral fundado en 1991[cita requerida] en la provincia de Tucumán, Argentina. Según las características de la producción artística o proyecto del momento, los elencos o actores invitados varían. La Vorágine ha actuado en distintos escenarios del país y Latinoamérica en el marco de festivales, encuentros y fiestas locales, regionales, nacionales e internacionales. 
En 2002[cita requerida] el grupo dirige la Sala Teatral La Gloriosa, inaugurada en el 2002, en la que albergan producciones propias y de otros grupos de la provincia, del país y del exterior. En el marco de su Plan de formación integral, organizan talleres de actuación, acrobacias aéreas y video. Junto al grupo y sala El Galpón de las Artes, de Mar del Plata, Argentina, y al grupo y sala El Teatrito, de Mérida, México, conforman el Proyecto de Intercambio Cultural Cruzando Fronteras, en el marco del cual realizan todas sus actividades de producción, intercambio y festivales. También en el marco de este proyecto, junto a grupos de Tucumán, coorganizan bianualmente el Encuentro Nacional de Teatro Danza y Artes escénicas del movimiento, realizaron el Festival Provincial de Teatro de Humor - Carcajadas Gloriosas, en el 2008. En el 2009 organizaron el Festival Provincial de Teatro de Dramaturgia Regional - Gloriosas Dramaturgias 2009, en el cual presentaron el libro de obras de autores tucumanos titulado Made in Tucumán, editado por la misma sala y el grupo.

## Miembros Fundadores
Pablo Adrián Gigena: (Director, puestista, actor y dramaturgo)

Noé Andrade: (Directora, actriz y coreógrafa)

Claudio Gigena: (Técnico iluminador y escenógrafo)

Víctor Julio Martínez: (Realizador audiovisual)

## Algunas obras puestas en escenas
La mixtura entre teatro, danza, video y el uso de estructuras y dispositivos escénicos móviles, así como las temáticas sociales y existenciales, y el cariz experimental, se han convertido en el sello definitorio de la estética de La Vorágine. Entre sus últimos trabajos podemos nombrar:

Anónimo metateatral

Periplo – Cartas al infinito

 Cañas de azero

 Sodiac & Selegna

 Calígula superstar

 Con los pies en el cielo

 De carne y trapo

 Papel papel

 Vorágine destino vorágine

 Guiyerma

 Pasión y furia de un cristo tucumano

 Cuando por fin levantemos la pared de nuestra casa

 Cuando la parca vino al ensayo

 Delirium argentinen obsesíbilis

 El Inglés

 Barranca abajo

 Estado de coma

 Macbeth Lady Macbeth

 Stefano La Inconclusa

 La Granja ja ja

 Detrás del vidrio

Cabe destacar que teniendo carácter experimental, las obras de la Vorágine fueron premiadas y nominadas tanto a nivel provincial, como regional y nacional. En 1992, con la obra De carne y trapo, sus directores ganaron los premios Artea (otorgados por la Asociación Argentina de Actores de Tucumán), en los rubros Revelación masculina y Revelación femenina respectivamente y fueron ternados como Mejor obra. Con la misma obra, pero en 2005, fueron seleccionados como suplentes en la Fiesta provincial de Teatro y fueron seleccionados y participaron en el Foro regional de Teatro danza realizado en Jujuy. En 1993 recibieron el premio Artea en el rubro Mejor Teatro Off, por la puesta en escena de El inglés, ganando con la misma obra los premios como Mejor Espectáculo y Primer Premio en el Certamen Provincial de Teatro Joven. Con Pasión y furia de un cristo tucumano fueron nominados en los Premios Artea 1999 en el rubro Mejor puesta en escena y ganaron la Fiesta Provincial de Teatro. Con Detrás del vidrio ganaron la Fiesta Provincial y la Regional de Teatro y fueron seleccionados y participaron del Encuentro Nacional de Autores en el Teatro Cervantes de Buenos Aires, en el 2004. Representó a la provincia y a la región en dos oportunidades en la Fiesta Nacional de Teatro del INT, con las obras Detrás del vidrio, en el 2004, en Rafaela, Santa Fe, y con Pasión y furia de un cristo tucumano, en 1999, en Córdoba. Fueron seleccionados tanto en el 2007 como en el 2008 para participar del festival Internacional de Teatro Pirologías, de Buenos Aires, con las obras Papel Papel y Calígula superstar. Fueron seleccionados para participar en todas las ediciones del Festival Nacional de Teatro de Investigación Víctor García, de Tucumán, con las obras Cuando por fin levantemos la pared de nuestra casa, Detrás del vidrio, Vorágine destino vorágine, De carne y trapo y Sodiac & Selegna. Participó en las distintas ediciones del Encuentro Nacional de Teatro Danza y artes escénicas del movimiento con las obras De carne y trapo, Vorágine destino vorágine y Periplo – Cartas al infinito. En el 2009 fue seleccionado y participó con la obra Papel papel en el Festival Internacional de Teatro Otoño Azul, en Azul, Buenos Aires. En el 2011 fueron seleccionados y participaron en el Festival Nacional de Teatro Bahía 2011, con la obra De carne y trapo, en Bahía Blanca, Buenos Aires. En el 2011, participaron en el Festival Internacional de Teatro FITI 2011, en Mérida, México, con la obra De carne y trapo. En el 2011 fueron seleccionados y participaron del Festival Internacional del Barranco, en Lima Perú, con la obra De carne y trapo. Ganó, tanto en el 2006, como en el 2007, el premio Artea como Mejor espectáculo con las obras Sodiac & Selegna y Papel papel, piezas que además recibieron numerosas nominaciones en otros rubros. También resultaron nominados en los premios Artea 2008 en el rubro Mejor unipersonal por la obra Calígula superstar, y Mejor Espectáculo por la obra Periplo – Cartas al infinito, en el mismo año. En el 2009 resultaron ganadores del Premio Artea a la Mejor obra de Autor Tucumano por Papel papel. En el marco del Proyecto Cruzando fronteras, desde hace 7 años, el grupo dio comienzo a la Gira Mundo Vorágine, que consiste en la presentación de obras en la temporada veraniega de Mar del Plata, en El Galpón de las Artes. Así fue que durante el 2005 presentó la obra De carne y trapo. En el 2006, De carne y trapo y Cañas de azero. En el 2007, Sodiac & Selegna, Calígula superstar, De carne y trapo y Cañas de azero. Durante la temporada 2008, presentó Sodiac & Selegna, Calígula superstar y Papel papel. Tanto Cañas de azero (En el rubro Mejor Unipersonal), como Sodiac & Selegna (en el rubro Mejor espectáculo off), fueron nominados al premio nacional Estrella de Mar 2006 y 2007 respectivamente. Realizaron la Gira Vorágine 2009 a la ciudad de Mar del Plata donde inauguraron la nueva sala del grupo El Galpón de las Artes con la obra Papel papel. En el 2010, también en el marco de La Gira Mundo Vorágine actuaron en la temporada de Mar del Plata con las obras De carne y trapo y Papel papel. 

## Publicaciones
En el 2009 la sala y el grupo constituidos en editorial publicaron el libro de obras de dramaturgos locales Made in Tucumán, con 12 textos de 6 autores de la provincia. Made in Tucumán fue presentado en nuestra provincia en el Festival Gloriosas Dramaturgias, en la Fiesta Nacional de Teatro de La plata, Buenos Aires, en 2010, en la Feria del libro 2011 de Buenos Aires, en el Festival Internacional Fiti 2011, en Mérida, México, en la Gira Mundo Vorágine en Mar del Plata, Buenos Aires, en 2010, y en el Festival Internacional Del Barranco, Lima, Perú, en 2011.

## Premios y distinciones
Ambos directores recibieron premios provinciales y nacionales de danza contemporánea por interpretación y coreografía, como así también como actores, directores y puestistas. En el caso de Gigena también recibió premios como dramaturgo y obras suyas como Sodiac & Selegna fueron publicadas en Dramaturgos del Noroeste Argentino, publicado en 2007 por Argentores (Sociedad Argentina de Autores), Papel papel en Obras Ganadoras del Certamen de Dramaturgia Canal Feijoo, publicado por el Ente Cultural de Tucumán en el 2005, además de Delirium Argentinen Obsesibilis en Antología de Teatro Latinoamericano 1950 – 2007, compiladas por Gustavo Geirola, publicada en 2010.

## Organización de Festivales
En 2010 organizaron el 1º Festival Nacional de Teatro LGBT (Lesbianas, gais, bisexuales, trans) – Carlos Jauregui 2010. También el grupo contiene y participa en su sala la Fiesta Provincial, la Fiesta Regional y eventualmente la Fiesta Nacional de Teatro organizados por el Instituto Nacional de Teatro. También contiene y participa de encuentros de carácter independiente, por ejemplo el bi-anual Festival Nacional de Teatro Experimental Víctor García, del Festival Nacional de Teatro de Títeres – Ojo al títere, del Festival Nacional de Teatro de Género – Mujeres a escena, y del Festival Nacional de Teatro de Niños - El Circo. También organizaron junto al El Galpón de las Artes, en La Gloriosa, el Encuentro A orillas del juego durante dos años consecutivos, 2006 y 2007, en el marco del Proyecto Cruzando Fronteras, participando además del mismo festival, organizado esta vez en la ciudad de Mar del Plata, en el 2005.
Durante el corriente año realizarán la primera edición del festival internacional ARRE.  